# Школа № 2 (Ишимбай)
Средняя общеобразовательная школа № 2 — муниципальное общеобразовательное бюджетное учреждение города Ишимбая, одно из крупнейших образовательных учреждений города.
Численность учащихся — 834 (проектная мощность 1320 ученических мест). Учителей 47.
Школа сотрудничает с другими образовательными учреждениями, в частности Санкт-Петербургский государственный университет (участие в зональных олимпиадах); Всероссийский заочный физико-математический лицей (участие в олимпиадах, заочное обучение в лицее).

## История
Образовательное учреждение основано в 1973 году.

## Знаменитые преподаватели
В школе работают учителя, имеющие звания «Заслуженный учитель Российской Федерации», «Почётный работник общего образования Российской Федерации»; «Отличник народного образования Российской Федерации»; 3 учителя дипломанты 1-й степени Всероссийского конкурса «Современный урок»;1 учитель участник Всероссийской молодежной конференции «Мавлютовские чтения» и т. д.

## Память
Во втором корпусе школы (бывшая школа № 6) установлен бюст В. М. Комарова.